# Lunca (gmina Baia de Criș)
Lunca – wieś w Rumunii, w okręgu Hunedoara, w gminie Baia de Criș. W 2011 roku liczyła 270 mieszkańców.